# Любить по-русски 3: Губернатор
«Любить по-русски 3: Губернатор» — российско-белорусский фильм Евгения Матвеева, вышедший в 1999 году. Третья и завершающая часть трилогии «Любить по-русски».

## Сюжет
Валерьян Петрович Мухин побеждает на выборах и становится губернатором. Новоиспечённый глава региона готовится подписать важный договор о строительстве моста с Белоруссией. Однако местный криминал стремится помешать этому и всячески запугивает Мухина. Губернатор идёт один на встречу с криминальной группировкой. Бандиты дают ему 7 дней на раздумье.
Между тем ОМОН под руководством Курлыгина громит подпольные водочные фабрички и арестовывает местных криминальных авторитетов. Череда угроз в адрес губернатора завершается разоблачением их организатора — милицейского генерала, который кончает жизнь самоубийством. Однако в момент, когда Мухин уже едет на подписание контракта с представителем Белоруссии Ярошевичем, на губернатора совершается покушение. Но главный герой остаётся жив и через два года уже в инвалидной коляске осуществляет своё намерение.
В конце фильма террористы, пытавшиеся убить Мухина, предстают перед судом.

## В ролях
- Евгений Матвеев — Валерьян Петрович Мухин
- Галина Польских — Катерина Ивановна
- Ольга Егорова — Полина Александровна Крылова
- Никита Джигурда — Виктор Иванович Курлыгин
- Лариса Удовиченко — Татьяна
- Виктор Раков — Михаил
- Георгий Мартиросьян — Гаврилов
- Анатолий Котенёв — генерал Андрей Николаевич Рубашкин
- Евгений Жариков — Олег Сергеевич Турчак, экс-губернатор
- Елена Аминова — Марья Семёновна Надеждина, вице-губернатор
- Николай Сахаров — отец Василий
- Ростислав Янковский — Ярошевич
- Александр Фатюшин — Павлёнок
- Светлана Суховей — Светлана Михайловна, прокурор
- Александр Пашковский — Николай Павлович, референт
- Леонид Громов — Анатолий, таксист
- Михаил Светин — директор ДК
- Андрей Харитонов — директор супермаркета
- Леонид Павлючик — блатной в камере
- Елена Борзунова — телеведущая
- Юрий Рогозин — хозяин подпольной квартиры
- Александр Станилевич — белорусский рабочий
- Александр Суцковер — адъютант Рубашкина
- Нина Розанцева — нянечка в приюте
- Анатолий Житник — белорус в вертолёте Ярошевича
- Владимир Золотухин — зампред
- Валентина Белько — нянечка в приюте
- Николай Леончик — белорусский рабочий
- Александр Подобед — судья
- Александр Робак — мафиози на теплоходе
- Андрей Мерзликин — милиционер-оборотень
- Сергей Юшкевич — милиционер-оборотень